# Веретенников Олег Олександрович
Олег Олександрович Веретенников (рос. Оле́г Алекса́ндрович Верете́нников, нар. 5 січня 1970, Ревда, СРСР) — колишній радянський та російський футболіст, який виступав на позиції півзахисника. Член Клуба Григорія Федотова. Кавалер Ордена Дружби. У грудні 2012 року йому присвоєне почесне звання «Легенда волгоградського футболу».

## Ігрова кар'єра

### Клубна
Свої перші кроки у футболі Олег Веретенников робив на дитячому турнірі «Шкіряний м'яч», де його помітили селекціонери клубу «Уралмаш». Далі молодий футболіст почав займатися футболом в ДЮСШ «Уралмаша». Свою першу гру в основі Веретенников зіграв у 1986 році. А з 1988 року він став постійним гравцем основи команди. Починав грати як фланговий півзахисник. Згодом перемістився в опорну зону.
Строкову службу в армії футболіст проходив в місцевому клубі МЦОП-Металург, звідки його забрали у московський ЦСКА. Але сам Олег не виявляв бажання грати у Москві і повернувся до Свердловська. Згодом керівництво армійського клубу зуміло переконати футболіста перейти до команди але не маючи можливості грати у Москві, Веретенникова відправили для підсилення одноклубників з Ростова - СКА (Ростов-на-Дону).
Сезон 1991 року Веретенников розпочав у складі новачка Першої ліги СРСР «Уралмаш», з яким підписав однорічний контракт. Перед сезоном 1992 року футболіст переходить до складу клубу Вищої ліги - волгоградського «Ротора». Період у складі «Ротора» став найкращим в ігровій кар'єрі футболіста. З 1992 по 2000 роки, які Веретенников провів у цій команді він двічі ставав срібним призером чемпіонату Росії, одного разу бронзовим, а також доходив до фіналу Кубка Росії. Він тричі був кращим бомбардиром чемпіонатів Росії, є рекордсменом російської Вищої ліги за голами за один сезон, коли забив 25 голів у сезоні 1995 року.
У 2000 році Веретенников залишив «Ротор» і перейшов до бельгійського «Льєрса». Де провів один сезон і забив лише три голи. В подальшому півзахисник змінив ряд клубів, серед яких були як російські, так і іноземні (Греція, Бельгія, Казахстан). Але досягти такого успіху, як у складі «Ротора» Веретенников вже не зміг. Перед остаточним заврешенням ігрової кар'єри футболіст пограв на аматорському рівні за команди Волгограда.

### Збірна
Олег Веретенников провів чотири офіційні гри у складі національної збірної Росії.

## Тренерська діяльність

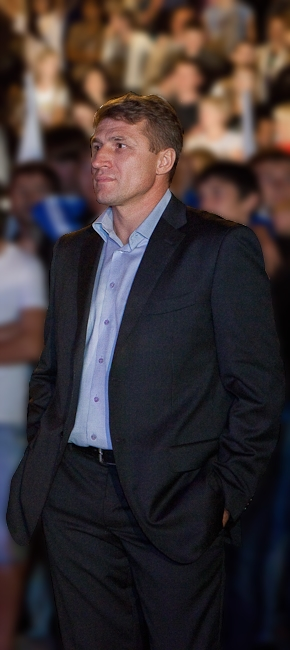
Олег Веретенников на Центральній набережній Волгограда

З лютого 2010 року Веретенников працював асистентом у тренерському штабі «Ротора». За цей час він закінчив Вищу школу тренерів і влітку 2014 року обійняв посаду головного тренера «Ротора», на якій попрацював один сезон. Деякий час працював головним тренером «Луч-Енергії» з Владивостока.
В подальшому Олег Олександрович входив у тренерський штаб клубів «Ротор», «Тобол» (Казахстан) та казанського «Рубіна».

## Титули
Ротор
 Віце-чемпіон Росії (2): 1993, 1997
 Бронзовий призер Чемпіонату Росії: 1996
- Фіналіст Кубка Росії: 1994/95
- Фіналіст Кубка Інтертото: 1996

Індивідуальні
- Кращий бомбардир Вищого дивізіону чемпіонату Росії (до створення РФПЛ[9]): 143 голи
- Рекордсмен чемпіонатів Росії за голами у складі однієї команди: 141 (Ротор)
- Кращий бомбардир чемпіонатів Росії (3): 1995, 1997, 1998
- Кращий бомбардир Кубка Росії за всі сезони